# Jelena Lašmanova
Jelena Anatoljevna Lašmanova (rusko Елена Анатольевна Лашманова), ruska atletinja, * 9. april 1992, Saransk, Rusija.
Nastopila je na poletnih olimpijskih igrah leta 2012, kjer je osvojila naslov olimpijske prvakinje v hitri hoji na 20 km. Na svetovnih prvenstvih je prav tako osvojila naslov prvakinje leta 2013. 11. avgusta 2012 je ob olimpijski zmagi postavila svetovni rekord v hitri hoji na 20 km s časom 1:25:02, ki je veljal dve leti in pol. Leta 2014 je prejela dvoletno prepoved nastopanja zaradi dopinga. 9. junija 2018 je ponovno postavila svetovni rekord v hitri hoji na 20 km s časom 1:23:39.